# Vampires Will Never Hurt You
«Vampires Will Never Hurt You» — первый сингл американской рок-группы My Chemical Romance и третья песня из первого студийного альбома I Brought You My Bullets, You Brought Me Your Love. Джерард Уэй назвал эту песню, «Skylines and Turnstiles» и «Headfirst for Halos» наиболее важными треками альбома. 
Джерард также заявил, что «Vampires Will Never Hurt You» — это его любимая песня всех времен, и самая любимая вокальная партия из всех, когда-либо им записанных.
Клип состоит из My Chemical Romance в маленькой комнатке, где они играют на своих инструментах. В видео, Фрэнк виден на бэк-вокале для Джерарда вместе с гитаристом Рэем. Хотя видео было записано для первого альбома My Chemical Romance, оно было выпущено только, когда альбом I Brought You My Bullets, You Brought Me Your Love был переиздан в 2005 году.

## Список композиций
Слова и музыка всех песен — My Chemical Romance.
| №  | Название                                   | Длительность |
| -- | ------------------------------------------ | ------------ |
| 1. | «Vampires Will Never Hurt You (rough mix)» | 5:28         |
| 2. | «Skylines and Turnstiles»                  | 3:25         |
| 3. | «Cubicles (demo)»                          | 3:53         |